# ステファーヌ・エムビア
ステファーヌ・エムビア・エトゥンディ（Stéphane Mbia Etoundi, 1986年5月20日 - ）は、カメルーン・ヤウンデ出身のサッカー選手。ポジションはミッドフィールダー。
弟のフランク・エトゥンディもサッカー選手。

## 経歴

### クラブ

#### 初期
母国のドゥアラにてサミュエル・エトオ、イドリス・カメニ、エリック・ジェンバ＝ジェンバらを輩出したカジ・スポーツアカデミーでキャリアを始め、2003年7月1日にフランス1部のスタッド・レンヌに入団した。
2005-06シーズン中にトップチームへ昇格し、9月25日のRCランス戦（0-0）で先発フル出場でデビュー以降一定の出場機会を得て、2006年11月4日のオリンピック・リヨン戦でリーグ戦初得点を記録。2007年4月18日のリヨン戦でミラン・バロシュから鼻をつまみながらもう一方の手で空気をあおぐ動作をされ、レンヌ側は種差別的なジェスチャーと捉え、フランス・プロサッカーリーグ (LFP)に訴えた。LFPはバロシュに3試合の出場停止処分を言い渡したが、人種差別的なものではなかったと結論を下した。
2008年8月8日にエムビア本人がエヴァートンFCからオファーがあったと発言し、移籍を視野に入れていたが、9月9日に契約を1年延長した。

#### マルセイユ
2008-09シーズン終了後にストーク・シティFCとエヴァートンへ移籍の噂があったが、2009年7月13日にオリンピック・マルセイユへ4年契約で移籍。ディディエ・デシャン監督の下で当初は本職の守備的MFとしてプレーしていたが、ガブリエル・エインセが負傷以降にCBへコンバートされた。本職でのプレーに拘るエムビアは、度々不満を口にしていたが、スレイマン・ディアワラとコンビを組み安定したプレーを披露し、リーグ優勝に貢献した。

#### QPR
2012年8月31日、長期ローンでマルセイユに加入するジョーイ・バートンとの交換トレードでクイーンズ・パーク・レンジャーズFC（QPR）へ2年契約で移籍し、9月26日のフットボールリーグカップ・レディングFC戦（2-3）でデビューした。10月27日、出場4試合目となったエミレーツ・スタジアムでのアーセナルFC戦（0-1）でトーマス・フェルメーレンと競う中でピッチに倒されると報復行為で同選手を蹴ったことで79分に退場処分となり、試合後にFAから3試合の出場停止が言い渡された。

#### セビージャ
QPRの降格に伴い、2013年8月26日、セビージャFCにレンタルでの移籍が決定。ヨーロッパリーグ準決勝セカンドレグのバレンシア戦では、後半ロスタイムに形勢を逆転させるアウェーゴールを奪い、チームに決勝進出をもたらした。その決勝でもPK戦で2人目のキッカーとして成功し、優勝に貢献した。

#### トラブゾンスポル
2015年6月27日、トラブゾンスポルが移籍金なしで（契約満了により）3年契約で獲得を発表。。
エムビア自身には、セビージャFCが契約延長の交渉をしていた他、インテルナツィオナーレ・ミラノやプレミアリーグからオファーがあったと噂されていた。リーグ戦では、17試合で2ゴールを記録した。

#### 河北華夏
2016年1月29日、中国サッカー・スーパーリーグの河北華夏幸福足球倶楽部に移籍が決定。河北華夏幸福は、同時期にパリ・サンジェルマンからエセキエル・ラベッシ、ASローマからジェルビーニョ、セビージャからガエル・カクタを獲得していた。

#### トゥールーズ
2018年8月17日、リーグ・アンのトゥールーズFCに移籍。

#### 武漢卓爾
2019年2月3日、武漢卓爾足球倶楽部に移籍。2020年に上海申花足球倶楽部に移籍し、翌年に武漢に復帰した。

#### フエンラブラダ
2021年8月31日、CFフエンラブラダに1年契約で移籍した。

### 代表
ユース時代は、フィンランドで行われた2003 FIFA U-17世界選手権にアレクサンドル・ソングらと共に出場し、グループリーグで敗退した。中国で行われた北京オリンピックで全4試合に出場し、ホンジュラス戦で1得点を挙げた。
A代表として2005年にデビューし、ガーナで行われたアフリカネイションズカップ2008・準々決勝のチュニジア戦で2得点を挙げた。南アフリカで行われた2010 FIFAワールドカップではグループリーグ全試合に先発出場し、初戦の日本戦では後半40分に強烈なミドルシュートを放ったが、ポストに弾かれた（その際、NHKの野地俊二は「ポストが防いでくれました」と実況している）。

## 代表歴

### 出場大会
- カメルーン代表
  - 2010 FIFAワールドカップ
  - 2014 FIFAワールドカップ

### 試合数
- 国際Aマッチ 70試合 5得点（2005年-2016年）[15]

| カメルーン代表 | 国際Aマッチ | 国際Aマッチ |
| 年             | 出場        | 得点        |
| -------------- | ----------- | ----------- |
| 2005           | 1           | 0           |
| 2006           | 3           | 0           |
| 2007           | 6           | 1           |
| 2008           | 9           | 2           |
| 2009           | 9           | 0           |
| 2010           | 8           | 0           |
| 2011           | 4           | 0           |
| 2012           | 4           | 0           |
| 2013           | 6           | 0           |
| 2014           | 10          | 1           |
| 2015           | 9           | 1           |
| 2016           | 1           | 0           |
| 通算           | 70          | 5           |

## タイトル
クラブ
スタッド・レンヌ
- UEFAインタートトカップ : 2008

オリンピック・マルセイユ
- リーグ・アン : 2009-10
- トロフェ・デ・シャンピオン : 2010, 2011
- クープ・ドゥ・ラ・リーグ 2009-10, 2010-11, 2011-12

セビージャFC
- UEFAヨーロッパリーグ : 2013-14, 2014-15